# Chelonus pertusus
Chelonus pertusus är en stekelart som beskrevs av De Saeger 1948. Chelonus pertusus ingår i släktet Chelonus och familjen bracksteklar. Inga underarter finns listade i Catalogue of Life.